# 藤村シシン
藤村 シシン（ふじむら ししん、希: Σισιν Φουζιμουρα、1984年11月8日 - ）は、日本の古代ギリシャ研究家。

## 経歴・人物
横浜市在住。山脇学園中学校・高等学校を経て、2003年、東京女子大学入学。2011年、同大学院文学研究科西洋史専攻博士前期課程修了。卒業論文・修士論文では詩人ピンダロスや英雄アイアコスを扱った。
2002年、高校3年生のときアニメ『聖闘士星矢』に出会ったのがきっかけで、ギリシャ神話に関心を持つ。以後学業と併行して、同作やギリシャ神話の二次創作同人作家として活動する。
2010年、Twitterアカウントを開設。2014年頃から、古代ギリシャの現存する落書きの情報や、古代ギリシャ料理の再現をTwitterで発信し、注目を集める。これに伴い、数年前から個人的におこなっていた古代ギリシャの祭儀再現を『古代ギリシャナイト』と題してイベント化し、東京都内のライブハウス等で定期的に開催する。
2015年、実業之日本社から著書『古代ギリシャのリアル』を刊行し、発売1週間で重版となった。同書は台湾や韓国でも翻訳出版された。
2020年3月、東京オリンピック採火式NHK生中継で、古代ギリシャ語同時通訳を担当した。
その他、NHK文化センター講師、早稲田大学等での講演、東京国立博物館ギリシャ展への協力（車田正美らと共同）、明石市立天文科学館等のプラネタリウムのイベント監修、UBIソフト日本法人『アサシンクリード オデッセイ』公式解説などを務める。同時に、文藝春秋『CREA』、毎日新聞出版『エコノミスト』、新潮社『波』、同『小説新潮』、JR東日本『トランヴェール』、青土社『ユリイカ』、KADOKAWA『ダ・ヴィンチ』などに寄稿。TBSラジオ『久米宏 ラジオなんですけど』、同『ライムスター宇多丸のウィークエンド・シャッフル』『アフター6ジャンクション』、フジテレビオンデマンド・ホウドウキョク『真夜中のニャーゴ』、読売テレビ『ワケあり!レッドゾーン』、テレビ朝日系列『リア突WEST』、同『一億総リミッター解除バラエティ 衝動に駆られてみる』などに出演。
ペンネームの「シシン」は、古代ギリシャの香草「シシュンブリオン」に由来する。メディア出演の際は、古代ギリシャの正装であるキトンと月桂冠を衣装とすることが多い。金田淳子と共演することも多い。

## 主な書籍

### 単著
- 『古代ギリシャのリアル』実業之日本社、2015年10月、ISBN 9784408133621
- 『秘密の古代ギリシャ、あるいは古代魔術史』KADOKAWA、2024年4月、ISBN 978-4046053985

### その他
- （監修協力）『新版 小学館の図鑑NEO 星と星座』小学館、2020年9月、ISBN 9784092173088
- （寄稿）『ゲームさんぽ 専門家と歩くゲームの世界』いいだ／なむ編著、白夜書房、2022年3月、ISBN 9784864943093
- （監修）『小学館の図鑑NEO 音楽』小学館、2023年11月、ISBN 9784092172272
- （解説）『古代ギリシア・ローマの魔術のある日常』フィリップ・マティザック（英語版）著、上京恵訳、原書房、2024年9月、ISBN 9784562074662